# Oncidium aberrans
Oncidium aberrans é uma orquídea epífita nativa do Paraná, muito encontrada na Serra do Mar e áreas de maior altitude do interior do estado.